# Kornaty
Kornaty [kɔrˈnatɨ] es un pueblo ubicado en el distrito administrativo de Gmina Strzałkowo, dentro del distrito de Słupca, Voivodato de Gran Polonia, en el oeste de Polonia central. Se encuentra aproximadamente a 3 kilómetros al norte de Strzałkowo, a 5 kilómetros al noroeste de Słupca, y a 63 kilómetros al este de la capital regional Poznan.